# Персонажи мультсериала «Клуб Винкс»

Слева направо: Муза, Лейла, Текна, Флора, Блум, Стелла

«Клуб Винкс» (англ. Winx Club) — фантастический мультсериал производства Rainbow S.r.l. при поддержке Rai Fiction, созданный по замыслу итальянского аниматора Иджинио Страффи. Премьера состоялась 28 января 2004 года в Италии на канале Rai 2. Действие происходит во вселенной, наполненной волшебством, вымышленными планетами и мифическими созданиями. В основе сюжетной линии мультсериала лежит история юной девушки Блум, её поиски правды о своём прошлом и о том, что случилось с её родной планетой и настоящими родителями. Узнав, что у неё есть волшебные силы, Блум поступила в школу для фей и вместе со своими сокурсницами основала команду под названием «Клуб Винкс», чтобы вместе сражаться со злом. Помимо основной сюжетной линии, мультсериал затрагивает второстепенные темы, такие как романтические отношения между девушками и юношами, подростковые переживания, отношения между родителями и детьми.
Приведённый список персонажей не является исчерпывающим. Персонажи перечислены и сгруппированы в соответствии с книгой-путеводителем Winx Club. Guida al mondo magica, выпущенной издательством Mondadori по лицензии Rainbow S.r.l. в 2019 году. Все русскоязычные варианты имён приведены на основании официального озвучивания (с которым сериал опубликован создателями на YouTube), а также по правилам транскрипции с соответствующих языков, где это применимо.

## Идея и производство

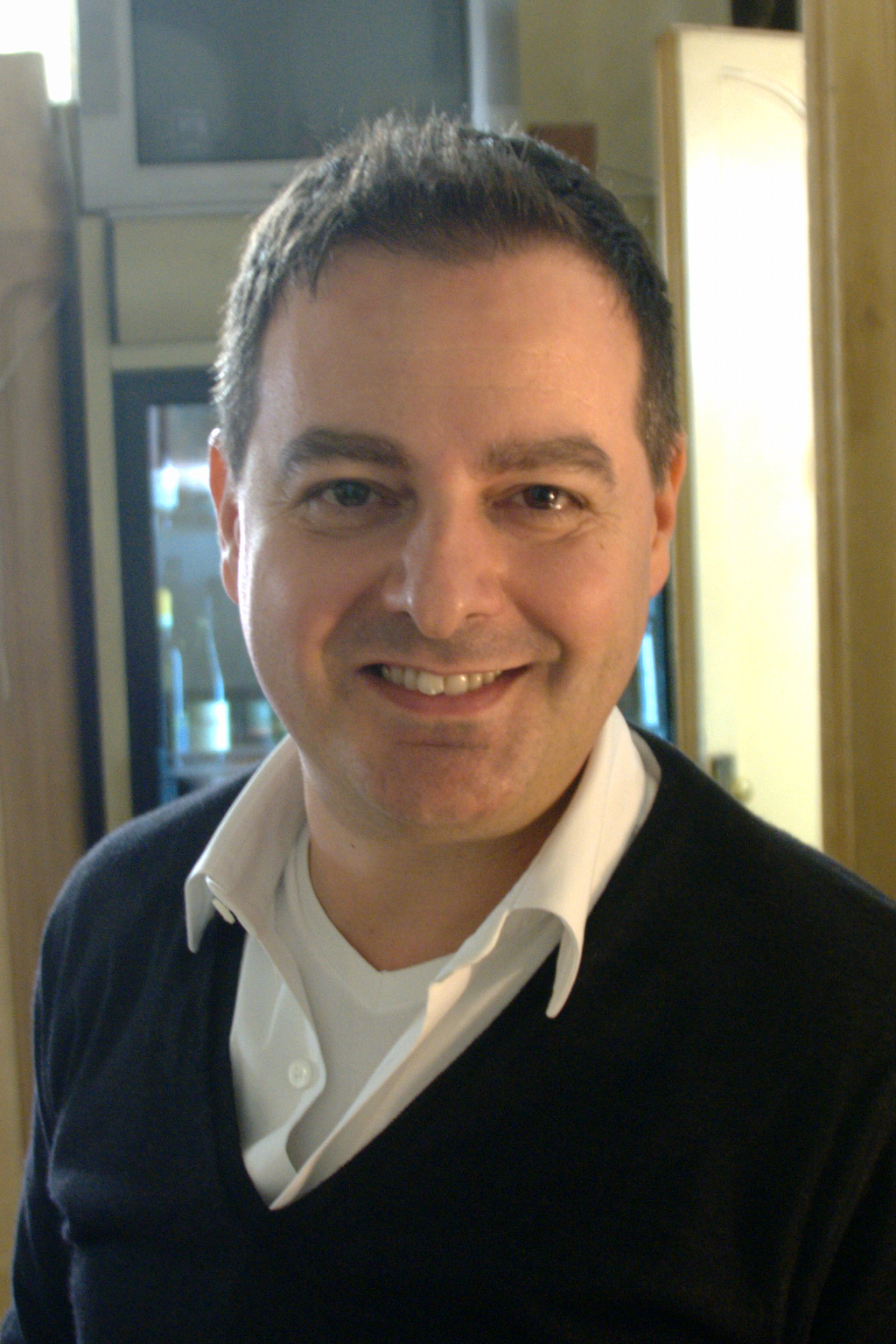
Создатель Винкс, Иджинио Страффи

В 2000 году, когда из проектов для детей на телевидении преобладали анимационные приключенческие сериалы, рассчитанные в основном на мальчиков, итальянский аниматор Иджинио Страффи решил, что миру мультфильмов не достаёт женских персонажей. К тому же его заинтересовала тема психологии девушек в переходном возрасте. Так Страффи сформировал образ главных героинь в виде фей, которые учатся в школе магии, как в «Гарри Поттере», по внешнему виду напоминают кукол Барби и являются командой девушек-волшебниц, как в «Сейлор Мун», а в их образе использована смесь европейского стиля и элементов японской анимации. Концепция сериала построена на команде из шести фей, которые очень сплочённы и дружны, несмотря на разницу в личностях и вкусах.
За основу авторы взяли идею о противостоянии между школой ведьм и школой фей, где первые сеют эгоизм, зло и высокомерие, а вторые защищают добро, честность, дружбу и альтруизм. При этом ведьмам, в отличие от их традиционного образа, намеренно дана красивая внешность: Страффи захотел, чтобы во всех героинях была «магия женщин». Своё вдохновение Иджинио черпал из комиксов итальянского автора Серджио Бонелли, некоторые из которых Страффи рисовал лично. Дизайн персонажей Винкс основан на эскизах Страффи, а лица сделаны похожими на знаменитостей начала XXI века. Так, прототипом Музы послужила Люси Лью, Флоры — Дженнифер Лопес, Текны — Пинк, Блум — Бритни Спирс, Лейлы — Бейонсе, а Стеллы — Камерон Диас.
В 2002 году уже был готов первый трейлер сериала, но посмотревшие его дети посчитали героинь недостаточно современными, и Страффи начал производство сериала с нуля. Режиссёр обратился к профессиональным дизайнерам и стилистам, в том числе из Dolce & Gabbana и Prada. В результате было создано около тысячи костюмов, чтобы героини могли переодеваться два-три раза за серию, а не ходить постоянно в одной одежде. Вдохновение для костюмов черпалось в том числе на модных шоу. В гардероб героинь добавили оттенок футуризма, чтобы их наряды не устаревали со временем. Кроме того, к работе над сериалом привлекли психологов, которые сделали характеры персонажей более похожими на таковые у современной молодёжи. Те тщательно изучали привычки и вкусы подростков, анализировали отношения между родителями и детьми, учителями и учениками, а также между друзьями одного возраста.
В 2019 году состоялась премьера 8 сезона мультсериала, и рисовка в нём претерпела значительные изменения. В частности, уже взрослые персонажи сериала стали выглядеть как дети, и это вызвало много негативных отзывов у фанатов. Страффи связал это с тем, что, по его наблюдениям, мультики теперь смотрят только дети самого младшего возраста, и мультсериал перенесли на канал Rai Yoyo, созданный для самой младшей возрастной аудитории.

## Клуб Винкс
Клуб Винкс — это команда фей, которую Блум основала вместе со Стеллой, Флорой, Музой и Текной, чтобы поддерживать друг друга и противостоять угрозам в Волшебном измерении. На втором году обучения в школе волшебства Алфея к ним присоединилась Лейла.
В ряде интервью Иджинио Страффи спросили, какая героиня его любимая. В одном из них он ответил, что Стелла, в других — что Флора. В отношении Флоры создатель дополнительно подчеркнул, что она олицетворяет его любимый тип женщин: романтичных, милых, рефлексивных и в то же время красивых; её «беззащитность» и мягкие черты, по словам Страффи, делают персонажа Флоры более доступным и открытым. В то же время Иджинио особенно выделяет Блум, отметив, что «не может устоять перед её очарованием», а также восхищается её силой, целеустремлённостью и острым складом ума.
| Имя | Статус            | Родина            | Пара         | Актёры озвучивания |
| --- | ----------------- | ----------------- | ------------ | ------------------ |
| Блум (Bloom) | Фея Огня Дракона  | Домино (родилась) | Скай         | Летиция Чампа      |
| Блум (Bloom) | Принцесса Домино  | Земля (выросла)   | Скай         | Летиция Чампа      |
| Блум — одна из главных героинь сериала, сюжетный протагонист первых трёх сезонов и мультфильмов «Тайна затерянного королевства» и «Волшебное приключение», основательница и лидер Клуба Винкс, фея-хранительница и принцесса Домино. Блум родилась 10 декабря под знаком дракона. Она увлекается чтением и готовкой, а её главная ценность — семья. Её молодой человек — Скай, с которым она помолвлена. По информации от создателей, Блум щедрая, искренняя, благородная, харизматичная и настоящий лидер. Она бескорыстная, независимая, нетерпеливая и упрямая. Будучи обладательницей силы Огня Дракона, из которой зародилась Волшебная вселенная, Блум — самая сильная участница Клуба Винкс. |                   |                   |              |                    |
| |                   |                   |              |                    |
| Сте́лла (Stella) | Фея яркого солнца | Солярия           | Брендон      | Перла Либератори   |
| Сте́лла (Stella) | Принцесса Солярии | Солярия           | Брендон      | Перла Либератори   |
| Стелла — одна из главных героинь сериала, одна из первых участниц Клуба Винкс, фея яркого солнца, фея-хранительница и принцесса Солярии. Стелла родилась 18 августа под знаком русалки в королевской семье на планете Солярия. Она самая элегантная и креативная из Клуба Винкс. Её молодой человек — Брендон. Стелла обожает модно одеваться, её любимое времяпрепровождение — это шоппинг, а гардероб Стеллы самый большой в Волшебной вселенной, и она не представляет своей жизни без него. Создатели заявляют, что у Стеллы прекрасный характер, она спонтанная, жизнерадостная, немного эгоистичная, но весёлая и щедрая. Стелла любит проводить время с парнями и не любит учёбу. Она оживлённая, оптимистичная, немного ленивая и сонливая. Бунтарка по своей натуре, она, тем не менее, легко заводит новых друзей. Свою комнату в Алфее Стелла превратила в ателье, где при помощи волшебства создаёт новые наряды для своих подруг из Клуба Винкс. До того, как создатели произвели полный редизайн сериала, Стелла была одета в обычный сказочный наряд и носила средневековые браслеты. В исследовании Эльке Шлоте о стереотипах в мультфильмах Стелла рассматривается как пример типичной белой блондинки, сверхэмоциональной, имеющей слабость к парням и шоппингу. Родители Стеллы, король Радиус и королева Лу́на, находятся в разводе. В детстве принцессу не считали особо симпатичной, но затем она увлеклась своей внешностью и стала побеждать в конкурсах красоты. Стелла унаследовала от родителей силу солнца, луны и звёзд. Она поступала в Алфею дважды. В первый год обучения её выгнали из школы за то, что она случайно подорвала кабинет зельеварения, пытаясь вывести новый оттенок розового цвета. Отправляясь в Алфею, Стелла подверглась нападению монстров и была вынуждена остановиться на Земле, где Блум помогла ей отбиться от монстров, и Стелла отвела её в Алфею. Радиуса, отца Стеллы, заколдовала графиня Кассандра, чтобы стать королевой, а принцессой сделать свою дочь Химеру. Когда её отец был в смертельной опасности, Стелла подставилась под удар, за что получила Энчантикс. |                   |                   |              |                    |
| |                   |                   |              |                    |
| Фло́ра (Flora) | Фея природы       | Линфея            | Гелия        | Илария Латини      |
| Флора — одна из главных героинь сериала, одна из первых участниц Клуба Винкс, фея природы и фея-хранительница Линфеи. Флора родилась 1 марта под знаком дриады Она интересуется природой, поэзией и рисованием. Её молодой человек — Гелия. Создатели характеризуют Флору как прилежную, хотя и не амбициозную ученицу, которая отдаёт себя целиком всему, за что берётся. Мудрая и осмотрительная, она никогда не раздумывает, прежде чем прийти на помощь тому, кто находится в беде. Она милая и терпеливая, но её неуверенность зачастую мешает ей добиться своих целей. Флора — самая зрелая среди своих подруг, мирное отношение ко всем естественно для неё. Она не может представить свою жизнь без ухода за растениями. Её особая связь с природой позволяет ей просить помощи у растений. Флора родилась на планете Линфея, где вся магия связана с растениями и природой. Поначалу из-за застенчивости Флора думала, что вряд ли сможет с кем-нибудь подружиться в Алфее, но она познакомилась с соседкой по комнате Блум и другими ученицами и стала полноправной участницей команды Винкс. Флора постоянно занимается выращиванием растений и уходом за ними, поэтому её комната уставлена цветами. На Линфее Флора почти пожертвовала собой ради своей маленькой сестры, нырнув в отравленное озеро, за что получила Энчантикс. |                   |                   |              |                    |
| |                   |                   |              |                    |
| Му́за (Musa) | Фея музыки        | Мелодия           | Ривен        | Джемма Донати      |
| Муза — одна из главных героинь сериала, одна из первых участниц Клуба Винкс, фея музыки и фея-хранительница Мелодии. Муза родилась 30 мая под знаком эльфа. Её страсть — это музыка, и она не может представить жизнь без наушников. Создателями Муза описывается как сильная, энергичная, ироничная, немного неопрятная и импульсивная девушка, склонная к перепадам настроения. Она не очень доверяет людям, за исключением своих подруг. Муза обожает танцевать под любую музыку, а её любимый инструмент — это флейта, на которой она особенно любит играть в уединении. Муза замкнутая по природе, но у неё отличное чувство юмора. Молодой человек Музы — Ривен, с которым они много раз ссорились и снова сходились. Мама Музы — великая певица, а отец — профессиональный пианист и производитель музыкальных инструментов, и Муза унаследовала от них любовь к музыке. Её мама умерла, когда Музе не было и шести лет, а отец малышки навсегда решил забросить музыку и запретил дочери развивать музыкальный талант. Из-за этого долгое время она была в ссоре с отцом. На одном из концертов Муза пела песню, которую пела когда-то её мама. В тот день она наконец-то помирилась со своим папой, и он разрешил Музе продолжить музыкальную карьеру. Муза доказала свою самоотверженную доброту, когда не оставила принцессу Галатею одну в горящей библиотеке, за что получила Энчантикс. Именно Муза подала Винкс идею создать музыкальную группу. |                   |                   |              |                    |
| |                   |                   |              |                    |
| Те́кна (Tecna) | Фея технологий    | Зенит             | Тимми        | Домитилла Д’Амико  |
| Текна — одна из главных героинь сериала, одна из первых участниц Клуба Винкс, фея технологий и фея-хранительница Зенита. Текна родилась 16 декабря под знаком тритона. Она увлекается технологиями и любит дельфинов, а жизнь не представляет без своих гаджетов. Молодой человек Текны — Тимми. Текна характеризуется создателями как аккуратная и рациональная девушка, которая всегда выбирает логический подход для выхода из сложных ситуаций. Хотя она может казаться немного холодной и отчуждённой, она всегда ласковая и щедрая со своими друзьями. В одежде Текна предпочитает минимализм в стиле хай-тек. Она любит спорт, но её настоящая страсть лежит к науке. В свободное время ей нравится изобретать новые приспособления или играть в видеоигры. Её описывают как «наполовину фею, наполовину андроида», очень уверенную в себе и до маниакальности точную. Текна родом с планеты Зенит, волшебство которой переплелось с технологиями. Она с детства увлекалась гаджетами и постоянно пользуется карманным компьютером. В Алфее Текна была одной из лучших учениц. Как фея технологий, Текна использует силу голограмм и энергетических барьеров для борьбы со злодеями. Она любит изобретать новые полезные вещи и постоянно продумывает детальные и подробные планы действия. Текна очень рациональная, но испытывает трудности с выражением своих эмоций. Девушка отрицала, что между ней и Тимми что-то есть, хотя постоянно думала о нём и в итоге не побоялась признаться в своих чувствах. Текна получила свой Энчантикс, когда вошла в портал измерения Омега и спасла Андрос, закрыв его изнутри. |                   |                   |              |                    |
| |                   |                   |              |                    |
| Ле́йла (Aisha — Аиша) | Фея жидкостей     | Андрос            | Некс         | Лаура Ленги        |
| Ле́йла (Aisha — Аиша) | Принцесса Андроса | Андрос            | Ранее — Набу | Лаура Ленги        |
| Лейла — одна из главных героинь сериала, участница Клуба Винкс, фея жидкостей, фея-хранительница и принцесса Андроса. Лейла родилась 15 июня под знаком химеры. Она увлекается плаванием, спортом и танцами и не представляет жизнь без активных видов спорта. Лейла встречалась с магом Набу, за которого родители собирались выдать её замуж против её воли, но затем она поняла, что любит его, и парень сделал ей предложение. После гибели Набу, спустя время, Лейла стала встречаться с паладином Нексом. По словам создателей, Лейла гордая и энергичная, всегда готова встретиться с опасностью лицом к лицу, но приходит в ужас от тёмных и пустых мест. Она любит заниматься спортом, быстра на руку и всегда держит себя в хорошей форме. Она атлетичная, с мятежным характером, любит классический танец и модерн. В исследовании Эльке Шлоте о стереотипах в мультфильмах Лейла рассматривается как пример типичной темнокожей девушки — спортивной и упрямой. Лейла — принцесса с водной планеты Андрос. Её родители часто находились в длительных поездках, и девочка все дни проводила за уроками этикета. Единственной подругой Лейлы была юная танцовщица по имени Энн, которая и привила малышке страсть к танцам. Помимо привычных жидкостей, Лейла умеет управлять особой субстанцией под названием Морфикс, способной принимать любые формы. Она использует Морфикс для сражений с врагами. Лейла присоединилась к Клубу Винкс в последнюю очередь, после того как девушки спасли её от Даркара. Во время событий четвёртого сезона Лейла предала доверие Винкс, объединившись с Небулой ради мести магам Чёрного Круга, но подруги простили её. Энчантикс Лейла получила за то, что пожертвовала своим зрением ради спасения Лиджеи, королевы океанов Андроса. |                   |                   |              |                    |
| |                   |                   |              |                    |

## Парни
| Имя | Статус           | Родина         | Пара                  | Актёры озвучивания  |
| --- | ---------------- | -------------- | --------------------- | ------------------- |
| Скай (Sky) | Специалист       | Эраклион       | Блум                  | Алессандро Куарта   |
| Скай (Sky) | Принц Эраклиона  | Эраклион       | Блум                  | Алессандро Куарта   |
| Скай — коронованный принц Эраклиона, ученик школы Красный Фонтан, лидер специалистов. Создателями описывается как смелый, честный, атлетичный и тренированный боец, симпатичный и обладающий образом идеального парня. Он очень сильно любит Блум и готов на что угодно ради гармонии в их отношениях. Несмотря на благородное происхождение, он добродушный парень. Скай умеет оценивать риски и принимать лучшие решения в бою. Он опытный фехтовальщик и пилот, всегда полон энергии и готов драться без устали, за что удостаивается всеобщей симпатии. Его любимое орудие боя — меч, а также щит, на котором он умеет летать. |                  |                |                       |                     |
| |                  |                |                       |                     |
| Бре́ндон (Brandon) | Специалист       | Эраклион       | Стелла                | Массимилиано Альто  |
| Бре́ндон (Brandon) | Специалист       | Эраклион       | Стелла                | Нанни Бальдини      |
| Бре́ндон (Brandon) | Сквайр           | Эраклион       | Стелла                |                     |
| Бре́ндон (Brandon) | Джанлука Крисафи | Эраклион       | Стелла                |                     |
| Брендон — сквайр Ская, ученик школы Красный Фонтан. Он характеризуется создателями как весёлый и полный жизни парень, зачастую действующий необдуманно. Брендон идеально обращается с мечом, очень сильно развит физически и имеет слабость к девушкам. Он лучший друг Ская, они вместе росли и относятся друг к другу как братья. Во время событий первого сезона Бредон поменялся ролями со Скаем, чтобы защитить его от возможных опасностей. |                  |                |                       |                     |
| |                  |                |                       |                     |
| Ге́лия (Helia) | Специалист       | Линфея         | Флора                 | Франческо Пеццулли  |
| Ге́лия (Helia) | Специалист       | Линфея         | Флора                 | Леонардо Грациано   |
| Гелия — ученик школы Красный Фонтан и внук Саладина, директора этой школы. Создателями Гелия характеризуется как чувствительный парень с романтической натурой и артистическим талантом, который выделяется своим мягким характером. Он очень тихий и предпочитает держаться в одиночестве. В бою он отлично целится и предпочитает тактику грубой силе. |                  |                |                       |                     |
| |                  |                |                       |                     |
| Ри́вен (Riven) | Специалист       | Не упоминается | Муза                  | Мирко Маццанти      |
| Ривен — ученик школы Красный Фонтан. Он самый скрытный в группе, не любит обсуждать свою личную жизнь, а также очень амбициозен. Создателями он описывается как настоящий атлет, способный посоревноваться в любом виде спорта. Ривен пренебрежительно относится к девушкам, чем не раз вызывал недовольство Лейлы. Часто конкурирует со Скаем и другими специалистами, чтобы доказать своё превосходство. Ривен неутомим, угрюм и недоверчив. Он смелый, но обладает хрупкой натурой. В бою предпочитает устраивать протинивкам ловушки. В шестом сезоне Ривен расстался с Музой и покинул специалистов, но в восьмом сезоне вернулся. |                  |                |                       |                     |
| |                  |                |                       |                     |
| Ти́мми (Timmy) | Специалист       | Не упоминается | Текна                 | Коррадо Конфорти    |
| Тимми — ученик школы Красный Фонтан и пилот в команде специалистов. Тимми часто выступает техником и планирует многие операции. В бою он предпочитает действовать умом и пользуется в основном оружием дальнего боя. Хотя Тимми испытывает проблемы с выражением своих чувств к Текне, он героически защищает её во многих случаях. Создателями герой описывается как самый образованный из команды, любитель компьютерных технологий, стеснительный и неуверенный, «мозговитый», как и вся его семья. |                  |                |                       |                     |
| |                  |                |                       |                     |
| Набу́ (Nabu) | Маг              | Андрос         | Лейла (сезоны 3—4)    | Саша Де Тони        |
| Набу — маг, сын богатого вельможи на планете Андрос, где он был условно обручён с принцессой Лейлой. Он никогда не был учеником Красного Фонтана, но был радушно принят командой специалистов и стал по праву считаться одним из них. Набу — независимый юноша, который не любит, когда за него что-то решают. Он владеет древними волшебными искусствами, но переоценивает свои силы. Он сбежал из своего королевства, чтобы узнать, что из себя представляет его невеста, но Лейла его схватила, ошибочно приняв за врага. Не желая говорить Лейле, кто он на самом деле, он использовал псевдоним «Офир», но позже открыл ей правду, потому что влюбился в неё. Набу сделал Лейле предложение, но затем героически погиб, пожертвовав собой ради победы над магами Чёрного Круга. |                  |                |                       |                     |
| |                  |                |                       |                     |
| Рой (Roy) | Специалист       | Андрос         | Нет                   | Эмануэле Руцца      |
| Рой — специалист с Андроса, который не раз помогал Винкс в их приключениях. Он превосходный пловец, обладает покровительственной и чуткой натурой и любит соперничать. Ему нравится Лейла, но для неё он остался только другом. |                  |                |                       |                     |
| |                  |                |                       |                     |
| Некс (Nex) | Паладин          | Андрос         | Лейла (с 7-го сезона) | Даниеле Раффаэли    |
| Некс (Nex) | Паладин          | Андрос         | Лейла (с 7-го сезона) | Марко Бассетти      |
| Некс — студент школы паладинов с Андроса, который примкнул к специалистам. Это общительный и самоуверенный парень. Он атлетичен и хорош в бою и иногда считает себя умнее всех. Он симпатизировал Лейле и постоянно конкурировал с Роем, пытаясь понравиться ей, однако нередко прибегал к нечестным приёмам, что вызывало раздражение у Лейлы и других. Несмотря на это, Лейла выбрала отношения с ним. |                  |                |                       |                     |
| |                  |                |                       |                     |
| То́рен (Thoren) | Паладин          | Эраклион       | Дафна                 | Алессио Де Филиппис |
| Торен — двоюродный брат Ская, паладин, муж Дафны. Он очень мягкий, стеснительный и неразговорчивый, хотя обладает внушительной внешностью и большой физической силой. Скай всю жизнь холодно относился к Торену за то, что в детстве он оставил его одного в неравной смертельной битве с монстрами. Это изменилось только после того, как Торен начал встречаться с Дафной, сестрой Блум. |                  |                |                       |                     |

## Персонал волшебных школ

### Алфея
Алфея (Alfea) — самая престижная волшебная школа для девушек в Волшебном измерении, расположенная на планете Магикс. Именно в ней обучались феи из Клуба Винкс. Школа окружена волшебным барьером, по форме напоминающим амфитеатр. Внутри школы расположены комнаты для учениц и много других помещений, таких как Комната Заклинаний, волшебный архив школы и симулятор, в котором ученицы могут оттачивать свои навыки в любой среде.
| Имя | Статус                                                | Актёры озвучивания |
| --- | ----------------------------------------------------- | ------------------ |
| Фараго́нда (Faragonda) | Директриса                                            | Роберта Греганти   |
| Фарагонда — директриса Алфеи и участница Команды Света. Фарагонда — очень сильная фея. Она строгая, но лояльно относится к своим студенткам. Она очень заботится о Винкс, оказывая им всестороннюю помощь и поддержку. Согласно характеристике от создателей, Фарагонда добрая, мудрая, трудолюбивая, смелая и готова пожертвовать собой ради своих студенток. Многие вещи о магии и Волшебной вселенной Винкс узнали от Фарагонды. Исследуя гендерные стереотипы в мультфильмах, социологи Г. В. Антонов и Е. Г. Лактюхина пишут, что Фарагонда «напоминает добрую и заботливую бабушку с пучком седых волос, над которой иногда подшучивают».                              |                                                       |                    |
| |                                                       |                    |
| Мави́лла (Mavilla) | Директриса                                            |                    |
| Мавилла — бывшая директриса Алфеи, занимавшая эту должность в бытность Фарагонды студенткой. Мавилла известна тем, что предотвратила вымирание магических животных Магикса. |                                                       |                    |
| |                                                       |                    |
| Гризе́льда (Griselda) | Ассистент директора                                   | Франка Лумаки      |
| Гризе́льда (Griselda) | Учитель самозащиты                                    | Франка Лумаки      |
| Гризе́льда (Griselda) | Ракеле Паолелли                                       |                    |
| Гризе́льда (Griselda) | Школьный инспектор                                    |                    |
| Гризельда — личный ассистент Фарагонды, учитель самозащиты и старшая по дисциплине в Алфее. В художественной литературе по мотивам сериала упоминается, что Гризельда — умный и знающий преподаватель, она заводит сразу четыре будильника, а в школе её называют «стальной леди» и «сторожевым псом» Алфеи. В тематическом журнале также отмечается, что, несмотря на напускную строгость, Гризельда милая и отзывчивая. По информации оттуда же, одной из её функций является поиск девушек с волшебными способностями на разных планетах. Социологи Антонов и Лактюхина пишут, что возраст Гризельды не определён, она «худощава, строга, придирчива и непривлекательна». |                                                       |                    |
| |                                                       |                    |
| Кнут (Knut) | Помощник Гризельды                                    | Роберто Драгетти   |
| Кнут (Knut) | Помощник Гризельды                                    | Стефано Билли      |
| Кнут — огр, который изначально прислуживал Трикс, но, устав от их тирании, присоединился к персоналу школы Алфея и стал помогать Гризельде. Социологи Антонов и Лактюхина пишут, что Кнут имеет образ глупца и неумёхи, «он неуклюж, плохо видит и стесняется носить очки», однако является, по их мнению, одним из единичных персонажей, проявляющих заботу о маленьких зверьках. |                                                       |                    |
| |                                                       |                    |
| Палла́диум (Palladium) | Преподаватель зельелогии                              | Витторио Гуэррьери |
| Палла́диум (Palladium) | Преподаватель зельелогии                              | Стефано Онофри     |
| Палла́диум (Palladium) | Преподаватель зельелогии                              | Алессандро Будрони |
| Палладиум — эльф и опытный преподаватель зельелогии в Алфее, высокоуважаемый своими студентками. Он высок, худощав, застенчив и носит длинные развевающиеся волосы. Социологи Антонов и Лактюхина пишут, что Палладиум «имеет тонкую талию и женские черты лица», а его гендерную принадлежность можно определить только по мужскому голосу. |                                                       |                    |
| |                                                       |                    |
| Уи́дзгиц (Wizgiz) | Преподаватель метаморфосимбиоза                       | Мино Каприо        |
| Уи́дзгиц (Wizgiz) | Преподаватель метаморфосимбиоза                       | Стефано Онофри     |
| Уи́дзгиц (Wizgiz) | Преподаватель метаморфосимбиоза                       | Луиджи Ферраро     |
| Уидзгиц — миниатюрный эльф (по другим данным — лепрекон), который преподаёт в Алфее метаморфосимбиоз — науку о том, как менять свою форму при помощи волшебства. Он умеет заинтересовать своим предметом и развлечь класс. В книге по мотивам сериала написано, что Уидзгиц мудрый, добрый и скромный, а его опыт преподавания — больше тысячи лет. |                                                       |                    |
| |                                                       |                    |
| Авало́н (Avalon) | Преподаватель когнитивного анализа и волшебной физики | Стефано Крешентини |
| Авалон — преподаватель когнитивного анализа и волшебной физики в Алфее. Профессор обладает внешним притяжением и мягким характером, так что студентки часто пытаются завоевать его внимание. Первоначально под личиной Авалона в Алфею проник слуга Даркара, но позднее настоящий профессор спасся из его плена и действительно начал преподавать в Алфее. |                                                       |                    |
| |                                                       |                    |
| Дюфо́р (Dufour) | Преподаватель этикета и хороших манер                 |                    |
| Дюфор — бывшая студентка Алфеи, которая осталась в школе преподавать этикет и хорошие манеры. Она всегда элегентно одевается и разговаривает в утончённой манере. |                                                       |                    |
| |                                                       |                    |
| Барбате́я (Barbatea) | Школьный библиотекарь                                 | Людовика Маринео   |
| Барбатея — школьный библиотекарь с молчаливой натурой. Под её присмотром находятся все книги Алфеи, включая волшебные и говорящие тома. |                                                       |                    |
| |                                                       |                    |
| Маэ́стро Сфо́лья (Mastro Sfoglia) | Школьный повар                                        | Лючио Сакконе      |
| Маэстро Сфолья — шеф-повар Алфеи, который и сам любит хорошо поесть. Помимо всего прочего, школа славится деликатесами, которые он готовит. В лингвистическом анализе сериала, проведённом для изучения качества перевода на английский язык, отмечается, что словосочетание mastro sfoglia в итальянском языке обозначает «главный слой макарон» (в лазанье), и это не было отражено в английском дубляже и основанных на нём вариантах озвучивания. |                                                       |                    |
| |                                                       |                    |
| Офе́лия (Ofelia) | Школьный врач и медсестра                             | Людовика Маринео   |
| Офелия — одновременно и врач, и медсестра в Алфее. Она очень заботится об ученицах школы. |                                                       |                    |
| |                                                       |                    |

### Красный Фонтан
Красный Фонтан (Fonterossa) — волшебная школа в Магиксе, построенная для юношей, которые хотят стать специалистами или воинами-магами. Она представляет собой высокотехнологичное здание, способное парить в воздухе.
| Имя | Статус                        | Актёры озвучивания |
| --- | ----------------------------- | ------------------ |
| Салади́н (Saladin) | Директор                      | Оливьеро Динелли   |
| Саладин — директор Красного Фонтана и участник Команды Света. Несмотря на почтенный возраст, он смелый и сильный маг. Для колдовства он использует посох с набалдашником в виде головы дракона. Одним из его учеников является его внук Гелия, которым он особенно дорожит.                                     |                               |                    |
| |                               |                    |
| Кодато́рта (Codatorta) | Преподаватель боевых искусств | Фабрицио Темперини |
| Кодаторта — преподаватель нескольких дисциплин в школе Красный Фонтан, самыми значимыми из которых являются укрощение и поимка драконов. Несмотря на некоторую вспыльчивость, он очень уважаем своими учениками. Сам Кодаторта — выпускник школы-монастыря Светлый Камень, в котором обучают воинов-тамплиеров. |                               |                    |
| |                               |                    |

### Облачная Башня
Облачная Башня (Torrenuvola) — это школа для юных ведьм, желающих отточить своё мастерство в тёмной магии. Школа построена в форме башни и имеет свой собственный источник энергии. Как и Алфея, она защищена волшебным барьером. В ней также есть собственная библиотека, которая содержит опасные книги по тёмному волшебству.
| Имя | Статус                            | Актёры озвучивания |
| --- | --------------------------------- | ------------------ |
| Гри́ффин (Griffin) | Директриса                        | Антонелла Джаннини |
| Гри́ффин (Griffin) | Преподаватель курса заклинаний    | Антонелла Джаннини |
| Гриффин — директриса Облачной Башни, преподаватель курса заклинаний и участница Команды Света. Она могущественная ведьма, которая когда-то была союзницей Валтора, но ушла от него и примкнула к Фарагонде в битве против Ведьм-прародительниц. Теперь она разделяет с ней стремление к уничтожению сил зла. |                                   |                    |
| |                                   |                    |
| Эдилтру́д (Ediltrude) и Зарату́стра (Zarathustra) | Преподаватели волшебной медитации |                    |
| Эдилтруд и Заратустра — две ведьмы-близняшки, преподающие в Облачной Башне волшебную медитацию — искусство о том, как сосредотачивать и направлять энергию. Они постоянно ругаются, но несмотря на это очень близки.                                                                                         |                                   |                    |
| |                                   |                    |

## Антагонисты
| Трикс | Трикс  | Трикс | Трикс               |
| --- | ------ | ----- | ------------------- |
| Трикс (Trix) — название трио ведьм, в которое входят Айси, Дарси и Сторми. Это бывшие ученицы школы для ведьм Облачная Башня, которые пытались захватить волшебную страну и все три школы, включая собственную. После неудачной попытки сделать это втроём, Трикс стали объединяться с могущественными злодеями, надеясь после их победы разделить с ними власть. Согласно характеристике от создателей, Трикс жестокие, надменные и агрессивные. Они не терпят ничего, что может помешать их планам, главным из которых является уничтожение Винкс. У Трикс, как и у Винкс, были свои магические животные. Трикс были исключены из Облачной Башни, когда попытались украсть силу Огня Дракона. Трикс являются сюжетными антагонистами первого сезона, а также неоднократно объединяются с другими антагонистами в других эпизодах. |        |       |                     |
| Имя | Статус | Сила  | Актёры озвучивания  |
| А́йси (Icy) | Ведьма | Лёд   | Татьяна Десси       |
| Айси — ведьма, управляющая силой льда. Она является потомком Белладонны из числа трёх древних ведьм. Айси считает себя лидером Трикс, а Блум — своим врагом номер один. Согласно характеристике от создателей, Айси имеет холодный и решительный характер, она самая харизматичная и самая жестокая из троицы, а также прирождённый лидер. Айси мастерски манипулирует людьми, особенно своими сёстрами. В своём тщеславии она считает себя самой лучшей. Во время событий пятого сезона Айси влюбилась в Тританнуса и бросила сестёр ради него. Магическое животное Айси — ледяная саламандра, обладающая замораживающим дыханием. |        |       |                     |
| |        |       |                     |
| Да́рси (Darcy) | Ведьма | Тьма  | Федерика Де Бортоли |
| Дарси — ведьма, использующая силу тьмы. Она является потомком Лилисс из числа трёх древних ведьм. Согласно характеристике от создателей, Дарси самая спокойная и уравновешенная из Трикс, она всегда обдумывает свои действия и считается «головой» группы. Дарси — мастерица иллюзий и ловушек. Её силы позволяют ей маскировать свою внешность и управлять людьми с помощью гипноза. Несмотря на спокойный характер, она опасна благодаря своей хитрости. Во время событий первого сезона Дарси влюбилась в Ривена и пыталась влюбить его в себя при помощи тёмной магии. Магическое животное Дарси — волшебный хамелеон, способный превращаться в другие существа и предметы, тем самым помогая ей в шпионаже. |        |       |                     |
| |        |       |                     |
| Сто́рми (Stormy) | Ведьма | Буря  | Валерия Видали      |
| Сторми — ведьма, контролирующая силу бури. Она является потомком Тармы из числа трёх древних ведьм. Её арсенал разрушительных заклинаний включает в себя мощные ураганы и молнии. Согласно характеристике от создателей, Сторми — полная противоположность Дарси: импульсивная, жестокая и не думающая перед тем, как что-то сделать. Магическое животное Сторми — грозовая сова, которая умеет создавать бурю и атаковать противников электростатическими разрядами. |        |       |                     |
| |        |       |                     |

| Древние ведьмы | Древние ведьмы         | Древние ведьмы | Древние ведьмы   | Древние ведьмы        |
| --- | ---------------------- | -------------- | ---------------- | --------------------- |
| Древние ведьмы (итал. Le Streghe Antenate), или Ведьмы-прародительницы (итал. Le Streghe Ancestrale) — самые опасные противники Винкс. Они зародились в измерении зла Обсидиан и были ученицами Лорда Даркара. В своём стремлении завладеть силой Огня Дракона древние ведьмы превратили планету Домино в ледяную пустыню, а Дафну, сестру Блум, — в бестелесного духа. До событий сериала несколько фей, магов и ведьм объединились в Команду Света и отправили ведьм назад в Обсидиан. Именно древние ведьмы создали Валтора из искры Огня Дракона. Древние ведьмы — сюжетные антагонисты мультфильмов «Клуб Винкс: Тайна затерянного королевства» и «Клуб Винкс: Волшебное приключение». |                        |                |                  |                       |
| Имя | Статус                 | Сила           | Место зарождения | Актёры озвучивания    |
| Белладо́нна (Belladonna) | Ведьма-прародительница | Тёмная магия   | Обсидиан         | Людовика Маринео      |
| Белладо́нна (Belladonna) | Ведьма-прародительница | Тёмная магия   | Обсидиан         | Моника Мильори        |
| Белладонна — одна из трёх древних ведьм и прародительница Айси. |                        |                |                  |                       |
| |                        |                |                  |                       |
| Та́рма (Tharma) | Ведьма-прародительница | Тёмная магия   | Обсидиан         | Грациелла Полесинанти |
| Та́рма (Tharma) | Ведьма-прародительница | Тёмная магия   | Обсидиан         | Чинция Виллари        |
| Тарма — одна из трёх древних ведьм и прародительница Сторми. |                        |                |                  |                       |
| |                        |                |                  |                       |
| Ли́лисс (Liliss) | Ведьма-прародительница | Тёмная магия   | Обсидиан         | Паола Джаннетти       |
| Ли́лисс (Liliss) | Ведьма-прародительница | Тёмная магия   | Обсидиан         | Паскуале Ансельмо     |
| Лилисс — одна из трёх древних ведьм и прародительница Дарси. |                        |                |                  |                       |
| |                        |                |                  |                       |

| Имя | Статус          | Сила             | Место зарождения | Актёр озвучивания  |
| --- | --------------- | ---------------- | ---------------- | ------------------ |
| Лорд Дарка́р (Lord Darkar) | Повелитель тьмы | Тёмная магия     | Небытие          | Фабрицио Темперини |
| Лорд Дарка́р (Lord Darkar) | Повелитель тьмы | Управление тьмой | Небытие          | Фабрицио Темперини |
| Лорд Даркар, или Тёмный Феникс — древнее злое существо, пришедшее в мир из тьмы. С помощью своих сил Даркар может управлять тьмой и создавать из неё монстров. Кроме того, он способен превращаться в феникса и в этой форме противостоять мощнейшим заклинаниям. Именно Даркар подослал трёх древних ведьм уничтожить родную планету Блум. В войне с Командой Света он был побеждён властелином тамплиеров и погрузился в сон, но вернулся, почувствовав энергию Огня Дракона в Блум. Даркар — сюжетный антагонист второго сезона. Его целью было найти четыре части Кодекса, открывающего портал к Реликсу — магической сущности, сила которой, по его мнению, превосходила силу Огня Дракона. |                 |                  |                  |                    |
| |                 |                  |                  |                    |
| Ке́борг (Keborg) | Порождение тьмы | Тёмная магия     | Тьма             |                    |
| Ке́борг (Keborg) | Порождение тьмы | Трансформация    | Тьма             |                    |
| Кеборг — монстр, выполнявший обязанности слуги и шпиона Даркара. В своей обычной форме выглядел как летучая мышь, но мог превращаться во внушительного монстра. Кеборг был побеждён совместным заклинанием Фарагонды и Гриффин. |                 |                  |                  |                    |
| |                 |                  |                  |                    |

| Маги Чёрного Круга | Маги Чёрного Круга | Маги Чёрного Круга | Маги Чёрного Круга |
| --- | ------------------ | ------------------ | ------------------ |
| Маги Чёрного Круга (итал. Gli Stregoni del Cerchio Nero), или Охотники на фей (итал. I Cacciatori di Fate) — древние злые маги, посвятившие своё существование охоте на земных фей и отъёму их сил в целях обретения бессмертия. Это сюжетные антагонисты четвёртого сезона. Они искали последнюю земную фею — Рокси. |                    |                    |                    |
| Имя | Статус             | Сила               | Актёры озвучивания |
| Огро́н (Ogron) | Маг                | Поглощение магии   | Патрицио Прата     |
| Огрон — лидер магов Чёрного Круга, стратег, самый решительный и независимый в группе. Остальных он использует только для личной выгоды. Ему достаточно прикоснуться к кому-то, чтобы поглотить его энергию и уничтожить.                                                                                              |                    |                    |                    |
| |                    |                    |                    |
| Дума́н (Duman) | Маг                | Смена обличия      | Давиде Лепоре      |
| Думан — маг Чёрного Круга, который владеет силой превращения и может принимать разные формы во время боя. Он очень предан Огрону и готов ради него на всё, но при этом ненавидит остальных двух магов в группе и получает такое же отношение в ответ.                                                                 |                    |                    |                    |
| |                    |                    |                    |
| Га́нтлос (Gantlos) | Маг                | Суперсила          | Кристиан Янзанте   |
| Гантлос — маг Чёрного Круга с огромной физической силой. Он проявляет незаурядные способности в выслеживании своих жертв. Его сила позволяет ему создавать сильные землетрясения. |                    |                    |                    |
| |                    |                    |                    |
| Анага́н (Anagan) | Маг                | Суперскорость      | Андреа Лаваньино   |
| Анаган — маг Чёрного Круга, наделённый силой суперскорости. Боевые стратегии Огрона считает потерей времени. Анаган имеет слабость к богатству, обожает деньги и бриллианты. |                    |                    |                    |
| |                    |                    |                    |

| Имя | Статус         | Сила               | Родина | Актёр озвучивания   |
| --- | -------------- | ------------------ | ------ | ------------------- |
| Трита́ннус (Tritannus) | Тритон         | Поглощение энергии | Андрос | Альберто Боньянни   |
| Трита́ннус (Tritannus) | Тритон         | Порабощение        | Андрос | Альберто Боньянни   |
| Тританнус — сын короля Нептуна и королевы Лиджеи, подводных суверенов Андроса, а также двоюродный брат Лейлы. Он решил завоевать Бесконечный океан, движимый ненавистью к своему брату, которому достался трон. Тританнус может питаться загрязняющими океан веществами и превращаться в могущественного монстра, способного превращать других морских обитателей в подчиняющихся ему мутантов. Тританнус — сюжетный антагонист пятого сезона. |                |                    |        |                     |
| |                |                    |        |                     |
| Полите́я (Politea) | Бывшая фея     | Сиреникс           | Домино | Алессандра Коромпай |
| Полите́я (Politea) | Морская ведьма | Сиреникс           | Домино | Алессандра Коромпай |
| Политея — морская ведьма, подруга Тританнуса. Она родом с Домино и была феей Сиреникса и подругой Дафны. Во время нападения древних ведьм на Домино Политея предала Дафну, из-за чего ту превратили в духа. Но ведьмы не пощадили и Политею, наложив на неё злое заклятие, превратившее её в монстра. Политея — сюжетный антагонист мультфильма «Клуб Винкс: Тайна морской бездны», наряду с Тританнусом.                                      |                |                    |        |                     |
| |                |                    |        |                     |

| Имя | Статус     | Сила                          | Родина | Актёр озвучивания |
| --- | ---------- | ----------------------------- | ------ | ----------------- |
| Ашеро́н (Acheron) | Тёмный маг | Оживление легендарных существ | Земля  | Марко Бассетти    |
| Ашерон — волшебник, который стремился стать самым сильным магом в Волшебном измерении. Ему удалось завладеть книгой Легендариум, читая которую можно оживлять сказочных монстров. Используя книгу, Ашерон сам угодил в неё. Ему помогла освободиться Селина, но Винкс вернули его в книгу и запечатали её. Ашерон — сюжетный антагонист шестого сезона. |            |                               |        |                   |
| |            |                               |        |                   |

| Имя | Статус           | Сила                             | Актёры озвучивания |
| --- | ---------------- | -------------------------------- | ------------------ |
| Калша́ра (Kalshara) | Фея-оборотень    | Превращение в животных           | Эмилия Коста       |
| Калшара — бывшая фея, которая начала практиковать силу Дикой Магии, давшую ей силу тигрицы с ловкостью кошки, а также способность принимать форму любого животного, вместе с тем навсегда отняв её человеческий облик. Она мечтала о том, чтобы получить Высшую силу и поработить всех магических животных. Когда-то Калшара была студенткой Алфеи, где училась вместе с Фарагондой. |                  |                                  |                    |
| |                  |                                  |                    |
| Брафи́лиус (Brafilius) | Волшебник        | Телепатический контроль животных | Карло Шипиони      |
| Брафи́лиус (Brafilius) | Человек-животное | Телепатический контроль животных | Карло Шипиони      |
| Брафилиус — неуклюжий брат Калшары, который, как и она, утратил человеческий облик из-за колдовства Калшары. Он умеет гипнотизировать животных и подчинять их своей воле. Калшара и Брафилиус — сюжетные антагонисты седьмого сезона. |                  |                                  |                    |
| |                  |                                  |                    |

| Имя | Статус               | Сила                   | Место зарождения | Актёр озвучивания |
| --- | -------------------- | ---------------------- | ---------------- | ----------------- |
| Ва́лтор (Valtor) | Тёмная сущность      | Тёмная магия           | Небытие          | Гуидо Ди Наччо    |
| Ва́лтор (Valtor) | Маг                  | Порабощение            | Небытие          | Гуидо Ди Наччо    |
| Валтор — тёмный маг, созданный тремя древними ведьмами из великой силы Огня Дракона, и по этой причине он является одним из самых опасных противников Винкс. Во время битвы за Домино Орител и Марион сумели отправить Валтора в измерение Омега до того, как превратились в камень вместе в планетой. С помощью Трикс он сбежал оттуда и решил вернуть былую силу и подчинить себе Волшебное измерение, похищая заклинания из разных измерений. Побеждённый Клубом Винкс, Валтор сумел восстать из небытия и начал похищать свет звёзд. Таким образом, он был сюжетным антагонистом третьего и восьмого сезонов мультсериала. Тёмные силы Валтора включают в себя возможность порабощать других существ и затем контролировать их на расстоянии. На тех, кого Валтор поработил, появляется особая метка — знак Валтора. |                      |                        |                  |                   |
| |                      |                        |                  |                   |
| Обску́рум (Obscurum) | Люмен                | Магия Валтора          | Люминия          | Паоло Де Сантис   |
| Обскурум — младший брат Дораны, королевы звёздного королевства Люминия. Он добровольно стал слугой Валтора, получив от того тёмные силы и обещание сделать его правителем Люминии. Настоящее имя Обскурума — Арген. Впоследствии он вышел из-под колдовства Валтора и занял сторону добра. |                      |                        |                  |                   |
| |                      |                        |                  |                   |
| Звездое́д (Staryummy) | Космическое существо | Поглощение света звёзд | Тьма             |                   |
| Звездое́д (Staryummy) | Монстр               | Поглощение света звёзд | Тьма             |                   |
| Звездоеды — монстры, созданные Валтором из тьмы. Они могут присысываться к ядрам звёзд и поглощать их свет. Кроме того, Обскурум превращал обычных люменов в звездоедов. |                      |                        |                  |                   |
| |                      |                        |                  |                   |
| Пожиратель звёзд (Starchomp) | Космическое существо | Поглощение света звёзд | Тьма             |                   |
| Пожиратель звёзд (Starchomp) | Монстр               | Поглощение света звёзд | Тьма             |                   |
| Пожиратели звёзд — монстры, образованные из множества звездоедов. Они могут проглотить ядро звезды в мгновение ока. |                      |                        |                  |                   |
| |                      |                        |                  |                   |

## Друзья фей

### Прочие феи
| Имя               | Статус                       | Описание | Актёры озвучивания  |
| ----------------- | ---------------------------- | --- | ------------------- |
| Да́фна (Daphne)    | Наследная принцесса Домино   | Старшая сестра Блум, замужем за паладином Тореном. Преподаёт историю магии в Алфее. Когда на Домино напали три древние ведьмы, Дафна отправила Блум на Землю в Гардинию, после чего использовала силу Сиреникса, чтобы защитить планету. Ведьмы наложили на Сиреникс проклятие, превратив Дафну в светящегося бестелесного духа, и она оставалась в этой форме, пока Винкс не сняли проклятие. Дафна очень близка с Блум и умеет общаться с ней телепатически. | Раффаэлла Кастелли  |
| Да́фна (Daphne)    | Нимфа Магикса                | Старшая сестра Блум, замужем за паладином Тореном. Преподаёт историю магии в Алфее. Когда на Домино напали три древние ведьмы, Дафна отправила Блум на Землю в Гардинию, после чего использовала силу Сиреникса, чтобы защитить планету. Ведьмы наложили на Сиреникс проклятие, превратив Дафну в светящегося бестелесного духа, и она оставалась в этой форме, пока Винкс не сняли проклятие. Дафна очень близка с Блум и умеет общаться с ней телепатически. | Раффаэлла Кастелли  |
| Да́фна (Daphne)    | Конни Бисмуто                | Старшая сестра Блум, замужем за паладином Тореном. Преподаёт историю магии в Алфее. Когда на Домино напали три древние ведьмы, Дафна отправила Блум на Землю в Гардинию, после чего использовала силу Сиреникса, чтобы защитить планету. Ведьмы наложили на Сиреникс проклятие, превратив Дафну в светящегося бестелесного духа, и она оставалась в этой форме, пока Винкс не сняли проклятие. Дафна очень близка с Блум и умеет общаться с ней телепатически. |                     |
| Да́фна (Daphne)    | Хранительница Огня Дракона   | Старшая сестра Блум, замужем за паладином Тореном. Преподаёт историю магии в Алфее. Когда на Домино напали три древние ведьмы, Дафна отправила Блум на Землю в Гардинию, после чего использовала силу Сиреникса, чтобы защитить планету. Ведьмы наложили на Сиреникс проклятие, превратив Дафну в светящегося бестелесного духа, и она оставалась в этой форме, пока Винкс не сняли проклятие. Дафна очень близка с Блум и умеет общаться с ней телепатически. |                     |
| Ро́кси (Roxy)      | Фея животных                 | Близкая подруга Винкс, в особенности Блум. Живёт в Гардинии. Любит животных, умеет разговаривать с ними и лечить их. | Дебора Маньяги      |
| Ро́кси (Roxy)      | Фея животных                 | Близкая подруга Винкс, в особенности Блум. Живёт в Гардинии. Любит животных, умеет разговаривать с ними и лечить их. | Тициана Мартелло    |
| Морга́на (Morgana) | Королева фей Земли           | Мать Рокси. Была в заточении на острове Тир на Ног по вине магов Чёрного Круга. После победы над магами отказалась от трона, чтобы воссединиться с семьёй. | Алессандра Кассьоли |
| Морга́на (Morgana) | Королева фей Земли           | Мать Рокси. Была в заточении на острове Тир на Ног по вине магов Чёрного Круга. После победы над магами отказалась от трона, чтобы воссединиться с семьёй. | Франческа Ринальди  |
| Не́була (Nebula)   | Земная фея мира              | После заключения на острове какое-то время определяла себя как фею войны. После того, как Моргана оставила трон, Небула стала временной королевой. | Валентина Мари      |
| Не́була (Nebula)   | Временная королева фей Земли | После заключения на острове какое-то время определяла себя как фею войны. После того, как Моргана оставила трон, Небула стала временной королевой. | Валентина Мари      |
| Диа́на (Diana)     | Земная фея природы           | Проживает в лесах Амазонии, поддерживает дружеские отношения с Клубом Винкс. | Ракеле Паолелли     |
| Авро́ра (Aurora)   | Земная фея севера            | Живёт в летающем ледяном замке. Под её предводительством находилась армия фей-воительниц. | Анджела Бруза       |
| Сиби́лла (Sibylla) | Земная фея справедливости    | Живёт в пещере в Монти-Сибиллини в Италии. Другие земные феи ценят её за мудрость и обращаются к ней за советом. Именно она проводила суд над магами Чёрного Круга. |                     |
| Кри́стал (Kristal) | Фея                          | Ученица в Алфее, обладающая даром исцеления. Давняя подруга Гелии, к которой Флора какое-то время ревновала его. | Франческа Ринальди  |
| Кри́стал (Kristal) | Принцесса Линфеи             | Ученица в Алфее, обладающая даром исцеления. Давняя подруга Гелии, к которой Флора какое-то время ревновала его. | Франческа Ринальди  |
| Мие́ле (Miele)     | Фея                          | Младшая сестра Флоры, ради которой та готова на всё. Щедрая и смелая, живёт на Линфее. | Бенедетта Гравина   |
| Мие́ле (Miele)     | Фея                          | Младшая сестра Флоры, ради которой та готова на всё. Щедрая и смелая, живёт на Линфее. | Гая Болоньези       |
| Эльдо́ра (Eldora)  | Фея                          | Земная фея-крёстная, решившая передать все свои знания юной Селине. Обожает садовничество. Написала книгу Легендариум, где собрала все легенды Волшебной вселенной. | Энн Хенн            |
| Сели́на (Selina)   | Фея                          | Земная девушка, подруга детства Блум, возшелавшая похитить её Огонь Дракона и освободившая Ашерона из Легендариума. Позднее пожалела об этом и помирилась с Блум. | Элеонора Рети       |
| Сели́на (Selina)   | Бывшая ведьма                | Земная девушка, подруга детства Блум, возшелавшая похитить её Огонь Дракона и освободившая Ашерона из Легендариума. Позднее пожалела об этом и помирилась с Блум. | Элеонора Рети       |
| Но́ва (Nova)       | Фея                          | Близкая подруга Стеллы, всегда полная энтузиазма и готовности поделиться со Стеллой свежими новостями с Солярии. | Моника Уорд         |
| Галате́я (Galatea) | Фея                          | Подруга Музы и студентка в школе Алфея. Элегантная и утончённая, но в то же время скромная и дружелюбная. Муза спасла Галатею от ведьм и вернула ей утраченные крылья. | Франческа Маниконе  |
| Галате́я (Galatea) | Принцесса Мелодии            | Подруга Музы и студентка в школе Алфея. Элегантная и утончённая, но в то же время скромная и дружелюбная. Муза спасла Галатею от ведьм и вернула ей утраченные крылья. | Франческа Маниконе  |

### Добрые колдуны
| Имя             | Статус                                | Описание | Актёры озвучивания |
| --------------- | ------------------------------------- | --- | ------------------ |
| Ма́йя (Maya)     | Хранительница Пироса                  | Пожилая колдунья с Пироса, острова драконов. Она старая подруга Фарагонды. Майя помогла Блум научиться лучше контролировать свои силы                                                            | Людовика Маринео   |
| Ха́ген (Hagen)   | Декан школы кузнецов                  | Искусный кузнец с планеты Хоггарт. Был участником Команды Света и выковал меч короля Оритела, отца Блум. Его также называют мастером сверкающей стали.                                           | Родольфо Бьянки    |
| Гу́ру (Guru)     | Преподаватель боя с волшебным оружием | Преподаёт в колледже паладинов на планете Линфея. Отличительной чертой Гуру является уникальная красная отметина на лбу.                                                                         |                    |
| Лу Вэй (Lu Wei) | Укротитель драконов                   | Последний живущий укротитель драконов. Оказал Винкс помощь в приручении этих существ. По сюжету сериала живёт в Китае, хотя в книге-путеводителю по миру Винкс написано, что он живёт на Пиросе. |                    |

### Персонажи иных видов
| Имя                                                                        | Статус                            | Описание | Актёры озвучивания |
| -------------------------------------------------------------------------- | --------------------------------- | --- | ------------------ |
| Эфирные феи (итал. Le Fate Eteree)                                         | Высшие существа                   | Три высших сущности из Волшебного измерения, защищающие все силы Волшебной вселенной. Феям, попавшим в сложную ситуацию, они могут выдать особые силы и способности для выхода из этой ситуации.                                                                               |                    |
| О́мния (Omnia)                                                              | Нимфа Магикса                     | Одна из девяти нимф Магикса, которая обратилась к Винкс для защиты Бесконечного океана от угрозы Тританнуса. | Ракеле Паолелли    |
| О́мния (Omnia)                                                              | Хранительница Бесконечного океана | Одна из девяти нимф Магикса, которая обратилась к Винкс для защиты Бесконечного океана от угрозы Тританнуса. | Ракеле Паолелли    |
| О́мния (Omnia)                                                              | Хранительница Сиреникса           | Одна из девяти нимф Магикса, которая обратилась к Винкс для защиты Бесконечного океана от угрозы Тританнуса. | Ракеле Паолелли    |
| Альга́э (Algae)                                                             | Королева водорослевых фей         | Правит водорослевыми феями на Чёрном грязевом болоте в Магиксе, где воссидает на троне из листьев. | Людовика Маринео   |
| Лю́сис (Luciz)                                                              | Водорослевая фея                  | Её спасла Флора, за что получила подарок от королевы Альгаэ. | Алессия Ла Моника  |
| Аменти́я (Amentia)                                                          | Принцесса Нижних земель           | Избалованная и капризная принцесса трогов. Владеет боевыми искусствами. | Алессия Ла Моника  |
| Древняя душа природы (итал. Lo Spirito Ancestrale — Дух-прародитель)       | Дух природы                       | Предвечное создание, воплотившийся дух самой природы. Своим видом олицетворяет растительный мир: в элементах его облачения присутствуют листья, стебли и корни. Когда феи проходят испытание в лесах Грейнора, Дух дарит им Ключ природы, позволяющий открыть Книгу Сиреникса. |                    |
| Создание с радужной мантией (итал. La Creatura Speciale — Особое создание) | Хранитель Грейнора                | Обладает даром предсказания. В своей обычной форме имеет образ белой лошади, но показывает свою радужную «мантию» тем, кто приходит ему на помощь. |                    |
| Ба́дди (Buddy)                                                              | Дракон                            | Детёныш дракона с острова Пирос, с которым Блум подружилась, когда пребывала на острове. |                    |

## Родители Винкс
|        | Отец | Отец               | Мать | Мать               |
|        | Имя и описание | Озвучивают         | Имя и описание                                                                                            | Озвучивают         |
| ------ | --- | ------------------ | --- | ------------------ |
| Блум   | О́рител (Oritel) — король Домино, участник и основатель Команды Света. Смелый, несгибаемый, обладатель стального характера.            | Лука Грациани      | Ма́рион (Marion) — королева Домино, участница Команды Света. Мудрая и праведная, элегантная и царственная. | Ракеле Паолелли    |
| Блум   | О́рител (Oritel) — король Домино, участник и основатель Команды Света. Смелый, несгибаемый, обладатель стального характера.            | Марко Бассетти     | Ма́рион (Marion) — королева Домино, участница Команды Света. Мудрая и праведная, элегантная и царственная. | Ракеле Паолелли    |
| Блум   | О́рител (Oritel) — король Домино, участник и основатель Команды Света. Смелый, несгибаемый, обладатель стального характера.            | Клаудия Рацци      | Ма́рион (Marion) — королева Домино, участница Команды Света. Мудрая и праведная, элегантная и царственная. |                    |
| Блум   | О́рител (Oritel) — король Домино, участник и основатель Команды Света. Смелый, несгибаемый, обладатель стального характера.            | Франческо Прандо   | Ма́рион (Marion) — королева Домино, участница Команды Света. Мудрая и праведная, элегантная и царственная. |                    |
| Стелла | Ра́диус (Radius) — король Солярии, горячо любимый своими подданными.                                                                   | Фабрицио Темперини | Лу́на (Luna) — королева Солярии, элегантая и утончённая.                                                   | Илария Джорджино   |
| Стелла | Ра́диус (Radius) — король Солярии, горячо любимый своими подданными.                                                                   | Паскуале Ансельмо  | Лу́на (Luna) — королева Солярии, элегантая и утончённая.                                                   | Илария Джорджино   |
| Флора  | Ро́дос (Rodols) — опытный травник, умеет создавать противоядия. В книге-путеводителе по миру Винкс его имя записано как Ролло (Rollo). |                    | Али́сса (Alyssa), улыбчивая женщина.                                                                       | Ракеле Паолелли    |
| Муза   | Хо-Бо́э (Ho-Boe) — известный барабанщик, передал дочери любовь к музыке.                                                               | Фабрицио Темперини | Ва-Нин (Wa-Nin) — одна из популярнейших певиц планеты Мелодия. Ушла из жизни молодой.                     |                    |
| Текна  | Электро́нио (Electronio) — маг-учёный.                                                                                                 | Витторио Гуэррьери | Магни́тия (Magnethia) — фея и талантливая учёная.                                                          | Илария Джорджино   |
| Лейла  | Те́редор (Teredor) — король Андроса, очень дорожит своей дочерью.                                                                      | Тедд Диллон        | Нио́бе (Niobe) — королева Андроса. Добрая, но слегка авторитарная.                                         | Людовика Маринео   |
| Лейла  | Те́редор (Teredor) — король Андроса, очень дорожит своей дочерью.                                                                      | Фабрицио Темперини | Нио́бе (Niobe) — королева Андроса. Добрая, но слегка авторитарная.                                         | Даниела Аббруццезе |

## Волшебные создания

### Помощники и питомцы Винкс
В этой таблице представлен список волшебных созданий, с которыми у Винкс возникли волшебные узы, а также питомцев из магазина «Любовь и Звери».
Пи́кси (итал. Pixie) — это миниатюрные феечки, которые живут в лесу Глумивуд, в волшебной деревне пикси, где находится Древо Жизни. Винкс объединились волшебными узами с шестью пикси. Первоначально пикси Музы была Тьюн, а пикси Текны — Диджит. В дальнейшем, без каких-либо сюжетных обоснований, они сменились на Чери и Кару, соответственно.
Волшебные питомцы (итал. I Magici Pet) — маленькие зверушки, которых Флора создала из плюшевых игрушек. Винкс раздавали таких зверьков людям в своём магазине «Любовь и Звери», но оставили себе шестерых, к которым привязались больше всего.
Се́лки (итал. Le Selkie) — подводные создания, которые охраняют морские врата, объединяющие планеты Волшебной вселенной. Каждая из Винкс объединилась волшебными узами с селки своей планеты, и те стали их проводницами в океанах.
Магические животные (итал. Gli Animali Fatati — «фейские животные») — существа, в совокупности являющиеся ключом к балансу Волшебной вселенной. Шестеро из них объединились волшебными узами с феями Винкс, позволившими им вместе путешествовать в мини-миры, где магические животные превращаются в величественных существ. Шесть магических животных способны объединиться в Лебедя Вечности (итал. Il Cigno dell’Infinito) — могущественное создание, охраняющее Высшую Силу магических животных.
|        | Пикси                                | Пикси              | Селки                              | Селки               | Магические животные                                                                                 | Магические животные | Питомцы                      |
|        | Имя и описание                       | Озвучивают         | Имя и описание                     | Озвучивают          | Имя и описание                                                                                      | Озвучивают          | Имя и описание               |
| ------ | ------------------------------------ | ------------------ | ---------------------------------- | ------------------- | --------------------------------------------------------------------------------------------------- | ------------------- | ---------------------------- |
| Блум   | Ло́кетт (Lockette) — пикси порталов.  | Лаура Ленги        | Сере́на (Serena) — селки Домино.    | Кристина Поккарди   | Э́лас (Elas) — единорог.                                                                             |                     | Белль (Belle) — овечка.      |
| Блум   | Ло́кетт (Lockette) — пикси порталов.  | Лаура Ленги        | Сере́на (Serena) — селки Домино.    | Ракеле Паолелли     | Э́лас (Elas) — единорог.                                                                             |                     | Белль (Belle) — овечка.      |
| Блум   | Ло́кетт (Lockette) — пикси порталов.  | Беатриче Болонья   | Сере́на (Serena) — селки Домино.    |                     | Э́лас (Elas) — единорог.                                                                             |                     | Белль (Belle) — овечка.      |
| Блум   | Ло́кетт (Lockette) — пикси порталов.  | Илария Джорджино   | Сере́на (Serena) — селки Домино.    |                     | Э́лас (Elas) — единорог.                                                                             |                     | Белль (Belle) — овечка.      |
| Стелла | Аму́р (Amore) — пикси любви.          | Илария Латини      | Илли́рис (Illiris) — селки Солярии. | Франческа Ринальди  | Блеск (Shiny) — птица вида Splendavido (с итал. — «жадные до блестящего»).                          | Франческа Ринальди  | Джи́нджер (Ginger) — болонка. |
| Стелла | Аму́р (Amore) — пикси любви.          | Франческа Ринальди | Илли́рис (Illiris) — селки Солярии. | Франческа Ринальди  | Блеск (Shiny) — птица вида Splendavido (с итал. — «жадные до блестящего»).                          | Франческа Ринальди  | Джи́нджер (Ginger) — болонка. |
| Флора  | Ча́тта (Chatta) — пикси общения.      | Перла Либератори   | Де́йзири (Daisyree) — селки Линфеи. | Вероника Канниццаро | Амаро́к (Amarok) — магиволк (волшебная разновидность волка).                                         |                     | Ко́ко (Koko) — котёнок.       |
| Флора  | Ча́тта (Chatta) — пикси общения.      | Перла Либератори   | Де́йзири (Daisyree) — селки Линфеи. | Франческа Ринальди  | Амаро́к (Amarok) — магиволк (волшебная разновидность волка).                                         |                     | Ко́ко (Koko) — котёнок.       |
| Муза   | Че́ри (Cherie) — пикси погоды.        | Илария Латини      | Со́нна (Sonna) — селки Мелодии.     | Перла Либератори    | Кри́тти (Critty) — игольчатая кошка (кошка, вместо шерсти имеющая иголки, которые она умеет метать). | Ракеле Паолелли     | Пе́пе (Pepe) — медвежонок.    |
| Текна  | Ка́ра (Cara) — пикси физической силы. | Раффаэлла Кастелли | Ли́тия (Lithia) — селки Зенита.     | Ракеле Паолелли     | Лету́н (Flitter) — технобелка (летающая сверхскоростная белка).                                      |                     | Чи́ко (Chicko) — утёнок.      |
| Текна  | Ка́ра (Cara) — пикси физической силы. | Раффаэлла Кастелли | Ли́тия (Lithia) — селки Зенита.     | Илария Джорджино    | Лету́н (Flitter) — технобелка (летающая сверхскоростная белка).                                      |                     | Чи́ко (Chicko) — утёнок.      |
| Текна  | Ка́ра (Cara) — пикси физической силы. | Раффаэлла Кастелли | Ли́тия (Lithia) — селки Зенита.     | Франческа Ринальди  | Лету́н (Flitter) — технобелка (летающая сверхскоростная белка).                                      |                     | Чи́ко (Chicko) — утёнок.      |
| Лейла  | Пифф (Piff) — пикси снов.            | Домитилла Д’Амико  | Ле́мми (Lemmy) — селки Андроса.     | Гая Болоньези       | Сквонк (Squonk) — плаксик (пушистый зверёк, который всё время плачет).                              |                     | Ми́лли (Milly) — крольчиха.   |
| Лейла  | Пифф (Piff) — пикси снов.            | Гая Болоньези      | Ле́мми (Lemmy) — селки Андроса.     | Гая Болоньези       | Сквонк (Squonk) — плаксик (пушистый зверёк, который всё время плачет).                              |                     | Ми́лли (Milly) — крольчиха.   |

### Пикси

#### Четыре хранительницы
Четыре хранительницы (итал. Le 4 Custodi) — пикси, охраняющие четыре части Кодекса, позволяющего открыть портал в Межпланетное измерение.
| Имя                 | Описание                                                            | Актёры озвучивания |
| ------------------- | ------------------------------------------------------------------- | ------------------ |
| Нинфе́я (Ninfea)     | Королева пикси. Охраняет часть Кодекса, спрятанную в деревне пикси. | Барбара Питотти    |
| Конко́рда (Concorda) | Охраняет часть Кодекса, спрятанную в Алфее.                         | Алессия Ла Моника  |
| Диско́рда (Discorda) | Охраняет часть Кодекса, спрятанную в Облачной Башне.                | Татьяна Десси      |
| Афи́на (Athena)      | Охраняет часть Кодекса, спрятанную в Красном Фонтане.               | Мильвия Боначини   |

#### Другие пикси
| Имя            | Описание             | Актёры озвучивания |
| -------------- | -------------------- | ------------------ |
| Глим (Glim)    | Пикси светлячков.    | Домитилла Д’Амико  |
| Тьюн (Tune)    | Пикси хороших манер. | Летиция Чампа      |
| Зинг (Zing)    | Пикси насекомых.     | Перла Либератори   |
| Ли́ви (Livy)    | Пикси посланий.      | Домитилла Д’Амико  |
| Ди́джит (Digit) | Пикси технологий.    | Джемма Донати      |

### Люмены
Лю́мены (итал. Le Lumen) — миниатюрые существа, состоящие из света. Звёздная пыльца, которую они вырабатывают, питает ядра звёзд Волшебной вселенной. Люмены очень стеснительные и умеют быстро перемещаться с одной планеты на другую. Они обитают в поселении люменов на звезде Люми́ния, которая светит во всей Волшебной вселенной и освещает Солярию.
| Имя                                     | Описание | Актёры озвучивания |
| --------------------------------------- | --- | ------------------ |
| Звёздочка (Twinkly, с англ. — «Огонёк») | Подруга Винкс, попросившая их о помощи в спасении звёзд Волшебного измерения. Описывается создателями сериала как динамичная, воинственная и весёлая. Гонец королевы люменов. | Джулия Тарквини    |
| Дора́на (Dorana)                         | Королева люменов и всех звёзд. | Даниела Аббруццезе |

## Другие персонажи
| Имя                   | Описание | Актёры озвучивания |
| --------------------- | --- | ------------------ |
| Майк (Mike)           | Приёмный отец Блум, пожарный. Спас Блум из огня, когда та была младенцем. Социологи Антонов и Лактюхина, исследуя образы персонажей сериала, пишут, что Майк предстаёт «незрелой, инфантильной личностью», а также «глуповатым и неудачливым простаком». Впрочем, своё мнение они основывают на единственной сцене, когда Майк провожает Блум в Алфею. | Роберто Чертома    |
| Ване́сса (Vanessa)     | Приёмная мать Блум, владеет цветочным магазином. Описывается создателями как любящая и заботливая. Социологи Антонов и Лактюхина, исследуя сериал, замечают, что Ванесса молода, красива, обладает стройной фигурой и напоминает старшую сестру Блум. | Барбара Де Бортоли |
| Э́нди (Andy)           | Бывший парень Блум из Гардинии. Состоит в музыкальной группе. | Джанлука Крисафи   |
| Марк (Mark)           | Участник музыкальной группы Энди. |                    |
| Ри́о (Rio)             | Участник музыкальной группы Энди. |                    |
| Ми́тци (Mitzi)         | Земная соседка Блум, которая постоянно к ней придирается. Вызвала ревность Стеллы, когда пыталась понравиться Брендону. Увлекается скутером, питает слабость к тёмной магии и красит волосы в чёрный, чтобы быть похожей на ведьму. Помогала магам Чёрного Круга. По мнению исследовательниц в области медиа Майи Гец и Дафны Лемиш, Митци является примером стереотипной стервы: завистливой, увлечённой собой, предпочитающей разрушать чужие отношения. | Моника Вулкано     |
| Касса́ндра (Cassandra) | Графиня с планеты Солярия, околдовавшая короля, чтобы завладеть троном, за что впоследствии была изгнана. | Франческа Драгетти |
| Химе́ра (Chimera)      | Дочь Кассандры, отправлена в изгнание вместе с матерью. | Раффаэлла Кастелли |
| Э́рендор (Erendor)     | Король Эраклиона и отец Ская. Описан создателями как «терпеливый и праведный». Во время битвы за Домино Эрендор предал Оритела и сдал его планету древним ведьмам, опасаясь за своё королевство. Из-за этого его долго мучило чувство вины, и он запрещал сыну жениться на Блум, пока Орител его не простил. | Паоло Маркезе      |
| Э́рендор (Erendor)     | Король Эраклиона и отец Ская. Описан создателями как «терпеливый и праведный». Во время битвы за Домино Эрендор предал Оритела и сдал его планету древним ведьмам, опасаясь за своё королевство. Из-за этого его долго мучило чувство вины, и он запрещал сыну жениться на Блум, пока Орител его не простил. | Алессандро Будрони |
| Сама́ра (Samara)       | Королева Эраклиона и мать Ская. Описывается создателями как «понимающая и очень милая». | Людовика Маринео   |
| Непту́н (Nettuno)      | Король подводного королевства на Андросе, дядя Лейлы. | Пьерлуиджи Асторе  |
| Лидже́я (Ligea)        | Королева подводного королевства на Андросе, тётя Лейлы. | Антонелла Ринальди |
| Лидже́я (Ligea)        | Королева подводного королевства на Андросе, тётя Лейлы. | Даниела Аббруццезе |
| Нере́ус (Nereus)       | Двоюродный брат Лейлы, сын Нептуна и Лиджеи. | Марко Вивио        |
| Кри́ос (Cryos)         | Правитель Зенита. |                    |
| Ки́ко (Kiko)           | Синий кролик, любимый питомец Блум, который живёт с ней много лет. Создатели пишут, что он весёлый, любит обниматься и пить морковный сок. | Иван Андреани      |
| Арту́ (Artu)           | Гладкошёрстный пёс кофейного цвета, любимый питомец Рокси. | Иван Андреани      |

## Критика

### Исследования
Персонажи «Клуба Винкс» подверглись критике за «ненатуральные пропорции» и «чрезмерную сексуальность». Итальянская писательница Лоредана Липперини и профессор семиологии Джованна Козенца критикуют героинь сериала за их «чрезмерно тонкие» талии, «гиперженственный» внешний вид, ноги, которые «даже длиннее, чем у Барби», и за «постоянный акцент на интимных частях тела» во время волшебных трансформаций. Профессор гендерных исследований Минакши Гиги Дарем в своей книге «Эффект Лолиты», посвящённой проблеме сексуализации девочек в средствах массовой информации, сравнивает одежду героинь-фей с таковой у танцовщиц на шесте 1970-х годов и считает, что подобная мода «отождествляет идеальную женственность с гиперсексуальной демонстрацией тела». Российские социологи Г. В. Антонов и Е. Г. Лактюхина в своей статье, опубликованной в журнале Волгоградского государственного университета, рассуждают о «сексуализированном образе» главных героинь, выражающемся в «предельно коротких юбках, узких брюках и топе, открывающем живот», а также в позах и жестах. Филологи З. Р. Дохова и Т. А. Чепракова в исследовании, напечатанном в журнале Кабардино-Балкарского государственного университета имени Х. М. Бербекова, также пишут, что в мультсериале «приоритет отдаётся именно вульгаризированной физической красоте» с параметрами тела «90-60-90». Девушки из сериала заняли второе место после Марфы из мультсериала Jacob Two-Two в рейтинге самого низкого соотношения талии к бёдрам, составленного Майей Гец и Маргит Херхе.
В книге Майи Гец и Дафны Лемиш Sexy Girls, Heroes and Funny Losers: Gender Representations in Children’s TV around the World описан ряд стереотипов, которые на взгляд её авторов олицетворяют некоторые персонажи мультсериала. Скай, бойфренд Блум, описывается в исследовании как гипермаскулинный, и в нём отмечается ряд отличий от женских персонажей: высокий рост, широкие плечи, квадратный подбородок, более детализированный нос и отсутствие розового цвета в рисовке его губ. Сами Винкс, по мнению авторов книги, напротив, являются «воплощениями женской сексуальности, принятой в доминирующей гетеросексуальной структуре патриархата». По версии книги, Винкс представлены не только героями, но и стереотипными «принцессами». Например, в эпизоде «Невидимые пикси» героини отправляются на Землю в нарушение правил школы только для того, чтобы потанцевать в клубе. После «чрезвычайно сексуального» танца им угрожает устрашающая группа мужчин, и их спасают другие персонажи, что, по утверждению авторов, преподносит уязвимость как черту сексуальности. Писательницы считают, что весёлое времяпрепровождение у героинь сводится к общению с парнями, причём в основном о своих нарядах и привлекательности. Беспокойство у авторов исследования вызвало также отсутствие африканских причёсок у главных героев, а также преобладание светлокожих персонажей над темнокожими. В рамках сравнительного обзора ряда мультсериалов о девушках исследовательница Эльке Шлоте отмечает, что в группе главных героинь «традиционно» присутствуют блондинка, помешанная на шоппинге, атлетичная бунтарка и лидер группы. По мнению исследовательницы цвет кожи соответствует характеру героев: светлая кожа определена героиням с «девчачьим» характером, а тёмная — с атлетичным. Дохова и Чепракова же утверждают, что персонажи мужского пола «быстро отчаиваются», а смелость им придаёт лишь подбадривание со стороны девушек. Антонов и Лактюхина в своём исследовании также выражают озабоченность затруднительностью «вычленить образ взрослой женщины»: по их мнению, в мультсериале есть только «привлекательная молодость и непривлекательная старость».

### Отзывы
Паола Дубини, преподаватель бизнес-администрирования в Университете Боккони, в интервью с The New York Times заявила, что феи Винкс красивые и при этом умные и инициативные. На взгляд профессора, это позволяет родителям передать своим дочерям хорошее сообщение о том, что можно быть одновременно красивой девушкой и сильной личностью. Редакция «Комсомольской правды» для своей статьи, посвящённой разбору нескольких мультсериалов, пригласила семейного психолога Полину Зелексон, которая отметила «непропорциональные тела» персонажей Винкс, по её мнению способные подорвать детскую самооценку. На её взгляд, «парни, наряды и косметика» стоят у героинь на первом месте после спасения мира. В то же время, положительно отмечена терпимость персонажей к разным вкусам друг друга, дружба, честность и взаимопомощь в их команде. Рецензент американского сайта Common Sense Media пишет, что персонажи Винкс «носят одежду минимального размера, подчёркивающую их неестественные пропорции» и «могут сформировать неправильное представление о красоте у детей». Но в рецензии отмечены и положительные моменты: взаимопомощь, уважение и дружба в команде.
Австралийская обозревательница фильмов Марси Папандреа в своём обзоре первого сезона Винкс отмечает разнообразие характеров персонажей. Итальянский критик Франческо Ломушио с сайта о кино EveryEye при разборе мультфильма «Клуб Винкс: Тайна морской бездны» высказался о персонажах франшизы в целом: он пишет, что они «красивые, идеально нарисованы и всегда интерпретируются как положительные герои мультфильмов».
Австралийская певица Натали Имбрулья, которая написала и исполнила главную музыкальную тему «Клуб Винкс: Тайна затерянного королевства», отметила, что персонажи мультфильма олицетворяли собой те качества, которые были нужны самой певице для роста её карьеры. Натали сказала, что Винкс не забывают улыбаться, а это, на взгляд певицы, немаловажно для достижения успеха.